# 민족신
민족신(National god)은 민족 집단과 그 집단 지도자의 안전과 안녕에 특별한 관심을 기울이는 수호신이다. 이것은 개별 씨족이나 직업의 안녕을 책임지는 가족신이나 개인의 안녕을 책임지는 개인신과 같은 다른 수호 인물과 대조된다.

## 같이 보기
- 민족 종교
- 나라 의인화
- 종교적 배타주의